# Tipo de solo

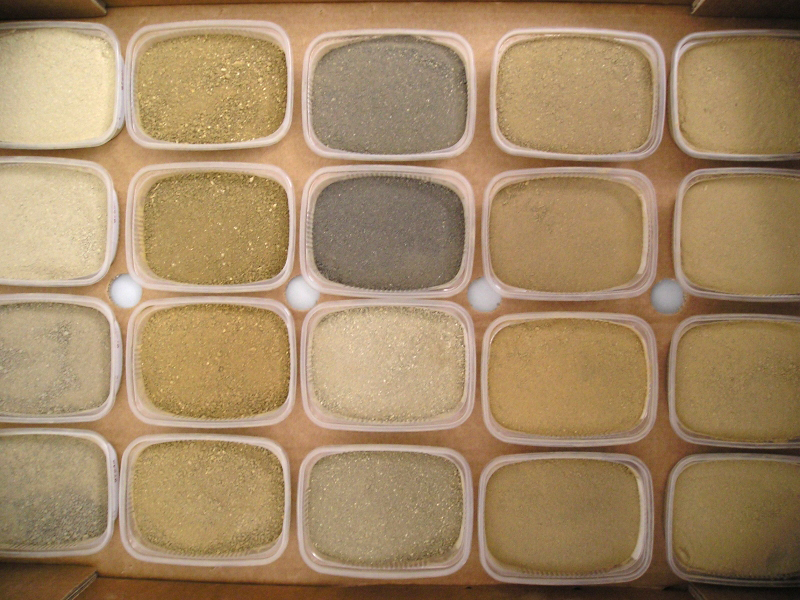
Tipos de solo

Em termos de textura do solo, tipo de solo, geralmente, refere-se a diferentes tamanhos de partículas de minerais em uma determinada amostra. O solo é composto em parte por partículas finas de rochas, agrupadas de acordo com o tamanho como areia, silte e argila.
Cada componente, e o seu tamanho, desempenham um papel importante. Por exemplo, as maiores partículas, areia, determinam as características de aeração e drenagem, enquanto que as menores, sub-microscópicas partículas de argila, são quimicamente ativas, ligando-se com a água e os nutrientes das plantas. A proporção destes tamanhos determinam o tipo de solo: argila, barro, e assim por diante.
Além da composição mineral do solo, húmus (matéria orgânica), também desempenha um papel importante nas características do solo e fertilidade para a vida da planta. O solo pode ser misturado com um conjunto maior, como seixos ou cascalho. Nem todos os tipos de solo são permeáveis, tais como barro puro.
Há muitas classificações de solo reconhecidas, tanto internacionais como nacionais.